# بويس ريد
بويس ريد (بالإنجليزية: Bowes Reed)‏ هو محامي أمريكي، ولد في نوفمبر 1740، وتوفي في 20 يوليو 1794.